# Cis-Buten-1,4-diol
cis-Buten-1,4-diol là một hợp chất hóa học được sử dụng trong sản xuất endosulfan. Chất này phản ứng với hexachlorocyclopentadien để tạo thành diol endosulfan. Diol endosulfan sau đó phản ứng với thionyl cloride để tạo thành endosulfan.